# Bolex H16
Bolex H16 är en 16mm filmkamera som släpptes av företaget Bolex i flera olika modeller mellan åren 1935 och 1967. Samma år som den första H16 modellen släpptes även en variant som tog 9,5 mm film vid namn Bolex H9 och 3 år senare släpptes även en 8mm variant vid namn Bolex H8.

## Tidslinje av utgåvor
| Namn         | År   | Längd film                                                       | Reflex |
| ------------ | ---- | ---------------------------------------------------------------- | ------ |
| Auto Cine A  | 1928 | 50 fot/15 meter                                                  | Nej    |
| Auto Cine B  | 1929 | 100 fot/30 meter                                                 | Nej    |
| H16          | 1935 | 100 fot/30 meter                                                 | Nej    |
| H16 Leader   | 1947 | 100 fot/30 meter                                                 | Nej    |
| H16 Standard | 1949 | 100 fot/30 meter                                                 | Nej    |
| H16 Deluxe   | 1950 | 100 fot/30 meter                                                 | Nej    |
| H16 Supreme  | 1954 | 100 fot/30 meter                                                 | Nej    |
| H16 Reflex   | 1956 | 100 fot/30 meter                                                 | Ja     |
| H16T         | 1958 | 100 fot/30 meter                                                 | Nej    |
| H16M         | 1958 | 100 fot/30 meter                                                 | Nej    |
| H16 REX      | 1959 | 100 fot/30 meter                                                 | Ja     |
| H16S         | 1963 | 100 fot/30 meter                                                 | Nej    |
| H16 REX2     | 1963 | 100 fot/30 meter                                                 | Ja     |
| H16 REX3     | 1964 | 100 fot/30 meter                                                 | Ja     |
| H16 M3       | 1964 | 100 fot/30 meter                                                 | Nej    |
| H16 REX4     | 1965 | 100 fot/30 meter men kunde konverteras till att kunna ta magasin | Ja     |
| H16 M4       | 1965 | 100 fot/30 meter men kunde konverteras till att kunna ta magasin | Nej    |
| H16 REX5     | 1967 | 100 fot/30 meter eller 400 fot/121 meter med magasin             | Ja     |
| H16 M5       | 1967 | 100 fot/30 meter eller 400 fot/121 meter med magasin             | Nej    |